# Водафонвьолурин (стадион)
„Водафонвьолурин“ е многофункционален стадион в град Рейкявик, Исландия.
Открит е през 2008 г. и разполага с капацитет от 3000 места. Приема домакинските мачове на отбора на местния ФК „Валур“, както и срещите от евротурнирите на исландските футболни клубни отбори.